# Andrés Fernández Ramón
Andrés Fernández Ramón (Punta Umbría, Huelva, España, 28 de mayo de 1959) es un exfutbolista español que jugaba de centrocampista.

## Clubes
| Club                       | País   | Año       |
| -------------------------- | ------ | --------- |
| R. C. Recreativo de Huelva | España | 1976-1977 |
| Real Sporting de Gijón     | España | 1977-1980 |
| R. C. Celta de Vigo        | España | 1980-1981 |
| Real Sporting de Gijón     | España | 1981-1982 |
| R. C. Celta de Vigo        | España | 1982-1984 |
| Cartagena F. C.            | España | 1984-1987 |
| Cádiz C. F.                | España | 1987-1988 |
| C. E. Sabadell F. C.       | España | 1988-1990 |
| Hércules C. F.             | España | 1990-1992 |
| Torrevieja C. F.           | España | 1992-1993 |
| U. D. Gijón Industrial     | España | 1993-1995 |